# Finn Haunstoft
Finn Haunstoft (Aarhus, Midtjylland, 8 de julho de 1928 — Mariagerfjord, Jutlândia do Norte, 15 de maio de 2008) foi um velocista dinamarquês na modalidade de canoagem.
Foi vencedor da medalha de Ouro em C-2 1000 m em Helsínquia 1952 junto com o seu companheiro de equipe Bent Peder Rasch.